# Zajačia hora
Zajačia hora (786 m) – wzniesienie w miejscowości Jakubany na Słowacji. Znajduje się w regionie Šariš (podregion Jakubianska brázda). Jest to bezleśne wzniesienie o łagodnym kopulastym kształcie. Stoki zachodnie opadają do doliny Jakubianki, w stoki północno-wschodnie wcinają się źródłowe cieki potoku Lubovnianka.
Zajačia hora pokryta jest tarasami poletek uprawnych oddzielonych miedzami. Ostatnio zaprzestaje się już ich uprawy, lub zamienione zostają na łąki. Na szczycie znajduje się wieża przekaźników radiokomunikacyjnych.